# Коритина
Коритина (пол. Korytyna) — село в Польщі, у гміні Тріщани Грубешівського повіту Люблінського воєводства.
Населення — 47 осіб (2011).
У 1975-1998 роках село належало до Замойського воєводства.

## Демографія
Демографічна структура станом на 31 березня 2011 року:
|          | Загалом | Допрацездатний вік | Працездатний вік | Постпрацездатний вік |
| -------- | ------- | ------------------ | ---------------- | -------------------- |
| Чоловіки | 26      | 8                  | 16               | 2                    |
| Жінки    | 21      | 1                  | 11               | 9                    |
| Разом    | 47      | 9                  | 27               | 11                   |